# Úmluva o společném tranzitním režimu
Úmluva o společném tranzitním režimu je smlouva mezi zeměmi Evropské unie a řadou dalších zemí o společných postupech používaných pro mezinárodní tranzit zboží, čímž se zjednodušuje nebo eliminuje velká část papírování, které je obvykle spojeno s přepravou zboží přes mezinárodní hranice.
K říjnu 2022 bylo zeměmi úmluvy 27 členských států EU, čtyři členské státy Evropského sdružení volného obchodu, Severní Makedonie, Srbsko, Turecko, Ukrajina a Spojené království.
Spojené království, dříve součást Evropské unie, zůstává po skončení přechodného období brexitu součástí Úmluvy.
V červnu 2022 Ukrajina změnila své vnitrostátní právo tak, aby bylo v souladu s celními pravidly EU za účelem pozdějšího přistoupení k úmluvě. Úmluva o společném tranzitu vstoupila na Ukrajině v platnost 1. října 2022.